# Iglesia de Santa Eulalia (Selorio)
La iglesia de Santa Eulalia está situada en la localidad de Selorio, en el concejo asturiano de Villaviciosa. Está dedicada a Santa Eulalia de Mérida, patrona de Asturias.

## Historia
Las primeras indicaciones sobre la existencia del templo datan de 905, cuando aparece incluido en la donación de Alfonso III y Dña. Jimena.
Durante los siguientes siglos no aparece ninguna referencia sobre el templo hasta el siglo XIV, así en el año 1385 aparece en el inventario del obispo de Oviedo Gutierre de Toledo
La iglesia fue declarada Monumento Histórico Artístico en 1965.

## Arquitectura
El templo no conserva ningún tipo de estructura del anterior templo prerrománico. La estructura románica ha sido reformada en diferentes ocasiones por lo que hoy en día los elementos románicos están fundidos con elementos de otras épocas.
La iglesia presenta una nave central subdivida en tres tramos abovedados que finaliza en un ábside semicircular con naves laterales adosadas.